# 9×25 mm Mauser
A 9×25 mm Mauser (vagy 9 mm Mauser export) a Mauser C96 szolgálati pisztolyhoz kifejlesztett lőszer. A lőszert 1907-ben kezdték gyártani, és különböző gyártók a 40-es évek végéig készítették
A Mauser pisztolyok ebben a viszonylag nagy teljesítményben elsősorban dél amerikai, ázsiai és afrikai exportra gyártották 1907 és 1945 között.
A töltény alapja a 7,63×25 mm Mauser lőszer, amivel a hossza megegyezik, azonban a hüvely nem palacknyakú.
Több osztrák és magyar automata fegyver használta ezt a kalibert a második világháború során, ide értve a Király Pál által tervezett Király-géppisztolyt.